# Discografie van Frank Zappa
De discografie van Frank Zappa omvat zowel het werk uitgebracht onder zijn eigen naam als het werk uitgebracht onder de naam van The Mothers of Invention en een selectie van tributealbums.
Tijdens zijn leven bracht Zappa 62 albums uit. Sinds 1994 heeft de Zappa Family Trust 68 postume albums uitgebracht (tot mei 2025), wat neerkomt op een totaal van 130 albums/albumsets.
In 2012 werd de distributie van Zappa's opgenomen werk overgedragen aan de Universal Music Group. In juni 2022 maakte de Zappa Trust bekend dat het Zappa's volledige catalogus aan Universal Music had verkocht, inclusief mastertapes, auteursrechten en handelsmerken.
Een selectie met albums met Zappa's muziek, uitgevoerd door andere artiesten, is eveneens hier opgenomen.

## Officiële albums en hitlijsten
De 62 albums, die tijdens het leven van Zappa zijn uitgebracht.
| Release  | Release | Release | Titel                                                                               | Piek posities | Piek posities | Piek posities | Piek posities | Piek posities | Piek posities | Piek posities | Piek posities | Opmerkingen              |
| Nr.      | Jaar    | Maand   | Titel                                                                               | US            | UK            | DUI           | NOR           | ZWE           | AUS           | OOS           | NL            | Opmerkingen              |
| -------- | ------- | ------- | ----------------------------------------------------------------------------------- | ------------- | ------------- | ------------- | ------------- | ------------- | ------------- | ------------- | ------------- | ------------------------ |
| 1        | 1966    | jun     | Freak Out! (als The Mothers of Invention)                                           | 130           | —             | —             | —             | —             | —             | —             | —             |                          |
| 2        | 1967    | apr     | Absolutely Free (als The Mothers of Invention)                                      | 41            | —             | —             | —             | —             | —             | —             | —             |                          |
| 3        | 1968    | mrt     | We're Only in It for the Money (als The Mothers of Invention)                       | 30            | 31            | —             | —             | —             | —             | —             | —             |                          |
| 4        | 1968    | mei     | Lumpy Gravy (door het Abnuceals Emuukha Electric Symphony Orchestra olv Zappa)      | 159           | —             | —             | —             | —             | —             | —             | —             |                          |
| 5        | 1968    | nov     | Cruising with Ruben & the Jets (als Ruben and the Jets)                             | 110           | —             | —             | —             | —             | —             | —             | —             |                          |
| 6        | 1969    | mrt     | Mothermania (als The Mothers of Invention)                                          | 151           | —             | —             | —             | —             | —             | —             | —             | remix van oudere opnamen |
| 7        | 1969    | apr     | Uncle Meat (als The Mothers of Invention)                                           | 43            | —             | —             | —             | —             | —             | —             | —             |                          |
| 8        | 1969    | okt     | Hot Rats                                                                            | 173           | 9             | 45            | —             | —             | 19            | —             | 6             |                          |
| 9        | 1970    | feb     | Burnt Weeny Sandwich (als The Mothers of Invention)                                 | 94            | 17            | —             | —             | —             | —             | —             | 10            |                          |
| 10       | 1970    | aug     | Weasels Ripped My Flesh (als The Mothers of Invention)                              | 189           | 28            | —             | —             | —             | —             | —             | —             |                          |
| 11       | 1970    | okt     | Chunga's Revenge                                                                    | 119           | 43            | —             | —             | —             | 24            | —             | 3             |                          |
| 12       | 1971    | aug     | Fillmore East – June 1971 (als The Mothers)                                         | 38            | —             | —             | —             | —             | 22            | —             | 8             |                          |
| 13       | 1971    | okt     | 200 Motels (met The Mothers of Invention)                                           | 59            | —             | 44            | —             | —             | 48            | —             | 6             | soundtrack               |
| 14       | 1972    | mrt     | Just Another Band from L.A. (als The Mothers)                                       | 85            | —             | —             | —             | —             | 41            | —             | —             |                          |
| 15       | 1972    | jul     | Waka/Jawaka                                                                         | 152           | —             | 24            | —             | —             | —             | —             | —             |                          |
| 16       | 1972    | nov     | The Grand Wazoo (als The Mothers)                                                   | —             | —             | —             | —             | —             | —             | —             | —             |                          |
| 17       | 1973    | sep     | Over-Nite Sensation (met The Mothers of Invention)                                  | 32            | —             | —             | 15            | 10            | 47            | —             | —             | US: Gold                 |
| 18       | 1974    | mrt     | Apostrophe (')                                                                      | 10            | —             | —             | 6             | 6             | 71            | —             | 59            | US: Gold                 |
| 19       | 1974    | jul     | Roxy & Elsewhere (als Zappa & The Mothers)                                          | 27            | —             | —             | 14            | 4             | —             | —             | —             |                          |
| 20       | 1975    | jun     | One Size Fits All (als Frank Zappa & The Mothers of Invention)                      | 26            | —             | —             | 5             | 6             | 81            | —             | —             |                          |
| 21       | 1975    | okt     | Bongo Fury (met Captain Beefheart en The Mothers of Invention)                      | 66            | —             | —             | 11            | —             | —             | —             | 16            |                          |
| 22       | 1976    | okt     | Zoot Allures                                                                        | 61            | —             | —             | 16            | 17            | 82            | —             | —             | UK: Silver               |
| 23       | 1978    | mrt     | Zappa in New York                                                                   | 57            | 55            | 20            | 6             | 24            | 74            | —             | 75            |                          |
| 24       | 1978    | sep     | Studio Tan                                                                          | 147           | —             | —             | —             | 30            | 92            | —             | —             |                          |
| 25       | 1979    | jan     | Sleep Dirt                                                                          | 175           | —             | —             | 16            | 19            | —             | —             | —             |                          |
| 26       | 1979    | mrt     | Sheik Yerbouti                                                                      | 21            | 32            | 10            | 5             | 4             | 53            | 6             | —             | CAN: Gold                |
| 27       | 1979    | mei     | Orchestral Favorites                                                                | 168           | —             | 48            | —             | —             | —             | 21            |               |                          |
| 28       | 1979    | sep     | Joe's Garage Act I                                                                  | 27            | 62            | 41            | 1             | 2             | 94            | 8             | 34            | CAN: Gold                |
| 29       | 1979    | nov     | Joe's Garage Acts II & III                                                          | 53            | 75            | 31            | 3             | 4             | —             | 9             | —             |                          |
| 30       | 1981    | mei     | Tinsel Town Rebellion                                                               | 66            | 55            | 23            | 13            | 8             | —             | 9             | —             |                          |
| 31       | 1981    | mei     | Shut Up 'n Play Yer Guitar                                                          | —             | —             | —             | —             | —             | —             | —             | —             |                          |
| 32       | 1981    | mei     | Shut Up 'n Play Yer Guitar Some More                                                | —             | —             | —             | —             | —             | —             | —             | —             |                          |
| 33       | 1981    | mei     | Return of the Son of Shut Up 'n Play Yer Guitar                                     | —             | —             | —             | —             | —             | —             | —             | —             |                          |
| 34       | 1981    | sep     | You Are What You Is                                                                 | 93            | 51            | —             | 12            | 22            | —             | —             | 48            |                          |
| 35       | 1982    | mei     | Ship Arriving Too Late to Save a Drowning Witch                                     | 23            | 61            | 65            | 20            | 26            | —             | —             | 35            |                          |
| 31/32/33 | 1982    | sep     | Shut Up 'n Play Yer Guitar (re-release van drie albums in een driedubbel album)     | —             | —             | —             | —             | —             | —             | —             | —             |                          |
| 36       | 1983    | Mar     | The Man from Utopia                                                                 | 153           | 87            | —             | —             | 23            | —             | —             | —             |                          |
| 37       | 1983    | Mar     | Baby Snakes                                                                         | —             | —             | 67            | —             | —             | —             | —             | —             |                          |
| 38       | 1983    | jun     | London Symphony Orchestra, Vol. I                                                   | —             | —             | —             | —             | —             | —             | —             | —             |                          |
| 39       | 1984    | aug     | Boulez Conducts Zappa: The Perfect Stranger                                         | —             | —             | —             | —             | —             | —             | —             | —             |                          |
| 40       | 1984    | okt     | Them or Us                                                                          | —             | 53            | 42            | —             | 22            | —             | —             | 41            |                          |
| 41       | 1984    | nov     | Thing-Fish                                                                          | —             | —             | —             | —             | —             | —             | —             | —             |                          |
| 42       | 1984    | nov     | Francesco Zappa                                                                     | —             | —             | —             | —             | —             | —             | —             | —             |                          |
| 43       | 1985    | apr     | The Old Masters, Box I                                                              | —             | —             | —             | —             | —             | —             | —             | —             |                          |
| 44       | 1985    | nov     | Frank Zappa Meets the Mothers of Prevention                                         | 153           | —             | —             | —             | —             | —             | —             | 53            |                          |
| 45       | 1986    | jan     | Does Humor Belong in Music?                                                         | —             | —             | —             | —             | —             | —             | —             | —             |                          |
| 46       | 1986    | nov     | The Old Masters, Box II                                                             | —             | —             | —             | —             | —             | —             | —             | —             |                          |
| 47       | 1986    | nov     | Jazz from Hell                                                                      | —             | —             | —             | —             | —             | —             | —             |               |                          |
| 28/29    | 1987    | jun     | Joe's Garage, Acts I, II & III (re-release van drie albums in een driedubbel album) | —             | —             | —             | —             | —             | —             | —             | —             |                          |
| 48       | 1987    | sep     | London Symphony Orchestra, Vol. II                                                  | —             | —             | —             | —             | —             | —             | —             | —             |                          |
| 49       | 1987    | dec     | The Old Masters, Box III                                                            | —             | —             | —             | —             | —             | —             | —             | —             |                          |
| 50       | 1988    | apr     | Guitar                                                                              | —             | 82            | 40            | —             | —             | —             | 25            | —             |                          |
| 51       | 1988    | mei     | You Can't Do That on Stage Anymore, Vol. 1                                          | —             | —             | —             | —             | —             | —             | —             | —             |                          |
| 52       | 1988    | okt     | You Can't Do That on Stage Anymore, Vol. 2                                          | —             | —             | —             | —             | —             | —             | —             | —             |                          |
| 53       | 1988    | okt     | Broadway the Hard Way                                                               | —             | —             | —             | —             | —             | —             | —             | —             |                          |
| 54       | 1989    | nov     | You Can't Do That on Stage Anymore, Vol. 3                                          | —             | —             | —             | —             | —             | —             | —             | —             |                          |
| 55       | 1991    | apr     | The Best Band You Never Heard in Your Life                                          | —             | —             | —             | —             | —             | —             | —             | —             |                          |
| 56       | 1991    | jun     | You Can't Do That on Stage Anymore, Vol. 4                                          | —             | —             | —             | —             | —             | —             | —             |               |                          |
| 57       | 1991    | jun     | Make a Jazz Noise Here                                                              | —             | —             | —             | —             | —             | —             | —             | —             |                          |
| 58       | 1992    | jul     | You Can't Do That on Stage Anymore, Vol. 5                                          | —             | —             | —             | —             | —             | —             | —             | 68            |                          |
| 59       | 1992    | jul     | You Can't Do That on Stage Anymore, Vol. 6                                          | —             | —             | —             | —             | —             | —             | —             | —             |                          |
| 60       | 1992    | nov     | Playground Psychotics (met The Mothers of Invention)                                | —             | —             | —             | —             | —             | —             | —             |               |                          |
| 61       | 1993    | mrt     | Ahead of Their Time (met The Mothers of Invention)                                  | —             | —             | —             | —             | —             | —             | —             | —             |                          |
| 62       | 1993    | okt     | The Yellow Shark (met het Ensemble Modern)                                          | —             | —             | 61            | —             | —             | —             | 30            | —             |                          |

## Postuum uitgebracht
Na Zappa's dood in 1993 heeft de Zappa Family Trust een groot aantal albums postuum albums uitgebracht.
- 1994: Civilization, Phaze III
- 1995: Strictly Commercial (compilatie)
- 1996: The Lost Episodes
- 1996: Läther
- 1996: Frank Zappa Plays the Music of Frank Zappa: A Memorial Tribute
- 1997: Have I Offended Someone?
- 1997: Strictly Genteel (compilatie)
- 1998: Mystery Disc
- 1998: Cheap Thrills (compilatie)
- 1998: Son of Cheep Thrills (compilatie)
- 1999: Everything Is Healing Nicely
- 2002: FZ:OZ
- 2003: Halloween (DVD-A)
- 2004: Joe's Corsage
- 2004: QuAUDIOPHILIAc (DVD-A)
- 2004: Joe's Domage
- 2005: Joe's Xmasage
- 2006: Imaginary Diseases
- 2006: Trance-Fusion
- 2006: The MOFO Project/Object
- 2006: The Frank Zappa AAAFNRAA Birthday Bundle
- 2007: Buffalo
- 2007: Wazoo
- 2008: One Shot Deal
- 2008: Joe's Menage
- 2008: The Frank Zappa aaa.FNR.aaa Birthday Bundle
- 2009: Lumpy Money
- 2009: Philly '76
- 2010: Greasy Love Songs
- 2010: Congress Shall Make No Law
- 2010: Hammersmith Odeon
- 2010: The Frank Zappa AAA·FNRAA·AA Birthday Bundle
- 2011: Penguin In Bondage/The Little Known History Of The Mothers of Invention
- 2011: Feeding The Monkies At Ma Maison
- 2011: Carnegie Hall
- 2012: Road Tapes
- 2012: Understanding America
- 2012: Finer Moments
- 2012: Baby Snakes - The Compleat Soundtrack
- 2013: Road Tapes, Venue #2
- 2013: A Token Of His Extreme [soundtrack]
- 2014: Joe's Camouflage
- 2014: Roxy By Proxy
- 2015: Dance Me This
- 2015: Roxy - The Movie & Soundtrack
- 2015: 200 Motels - The Suites
- 2016: Road Tapes, Venue #3
- 2016: The Crux Of The Biscuit
- 2016: Frank Zappa For President
- 2016: ZAPPAtite – Frank Zappa’s Tastiest Tracks
- 2016: Meat Light - The Uncle Meat Project/Object
- 2016: Little Dots
- 2016: Chicago '78
- 2017: Halloween 77
- 2018: The Roxy Performances
- 2019: Zappa In New York deluxe
- 2019: Orchestral Favorites 40th Anniversary
- 2019: Halloween 73
- 2019: The Hot Rats Sessions
- 2020: The Mothers 1970
- 2020: Halloween 81
- 2021: Zappa Original Motion Picture Soundtrack
- 2021: Zappa '88: The last U.S. show
- 2021: 200 Motels 50th anniversary
- 2022: The Mothers 1971
- 2022: ZAPPA / erie
- 2022: ZAPPA '75 Zagreb/Ljubljana
- 2022: Waka/Wazoo
- 2023: ZAPPA '80 MUDD CLUB / MUNICH
- 2023: Over-nite Sensation 50th anniversary
- 2023: Funky Nothingness
- 2025: Cheaper Than Cheep

## Singles
| Jaar | Single (A-side, B-side) A en B kant van hetzelfde album behalve waar aangegeven                                                                        | Piekpositie hitlijsten | Piekpositie hitlijsten | Piekpositie hitlijsten | Piekpositie hitlijsten | Piekpositie hitlijsten | Piekpositie hitlijsten | Piekpositie hitlijsten | Piekpositie hitlijsten | van Album |
| Jaar | Single (A-side, B-side) A en B kant van hetzelfde album behalve waar aangegeven                                                                        | US                     | US Rock                | CAN                    | GER                    | ZWI                    | OOS                    | NOR                    | ZWE                    | van Album |
| --- | --- | ---------------------- | ---------------------- | ---------------------- | ---------------------- | ---------------------- | ---------------------- | ---------------------- | ---------------------- | --- |
| 1966 | "How Could I Be Such a Fool?" b-kant "Help I'm a Rock (3rd Movement: It Can't Happen' Here)" (beide als The Mothers of Invention)                      | —                      | —                      | —                      | —                      | —                      | —                      | —                      | —                      | Freak Out! |
| 1966 | "Who Are the Brain Police?" b-kant "Trouble Comin' Every Day" ((beide als The Mothers of Invention)                                                    | —                      | —                      | —                      | —                      | —                      | —                      | —                      | —                      | Freak Out! |
| 1967 | "Big Leg Emma" b-kant "Why Don't You Do Me Right?" ((beide als The Mothers of Invention)                                                               | —                      | —                      | —                      | —                      | —                      | —                      | —                      | —                      | Non-album tracks (both later included on all CD releases of Absolutely Free)                                                               |
| 1967 | "Son of Suzy Creamcheese" b-kant "Big Leg Emma" (beide als The Mothers of Invention)                                                                   | —                      | —                      | —                      | —                      | —                      | —                      | —                      | —                      | Absolutely Free |
| 1967 | "Lonely Little Girl" b-kant "Mother People" (from We're Only In It for the Money) (beide als The Mothers of Invention)                                 | —                      | —                      | —                      | —                      | —                      | —                      | —                      | —                      | Non-album version (later included on The Lumpy Money Project/Object, different version on We're Only In It for the Money)                  |
| 1968 | "Motherly Love" b-kant "I Ain't Got No Heart" (beide als The Mothers of Invention)                                                                     | —                      | —                      | —                      | —                      | —                      | —                      | —                      | —                      | Freak Out! |
| 1968 | "Deseri" b-kant "Jelly Roll Gum Drop" (beide als The Mothers of Invention, ook op naam van Ruben & the Jets)                                           | —                      | —                      | —                      | —                      | —                      | —                      | —                      | —                      | Cruising with Ruben & the Jets |
| 1968 | "Anyway the Wind Blows" b-kant "Jelly Roll Gum Drop" (beide als The Mothers of Invention, ook op naam van Ruben & the Jets)                            | —                      | —                      | —                      | —                      | —                      | —                      | —                      | —                      | Cruising with Ruben & the Jets |
| 1969 | "WPLJ" b-kant "My Guitar" (Geen albumopname, later opgenomen op You Can't Do That On Stage Anymore, Vol. 5) (beide als The Mothers of Invention)       | —                      | —                      | —                      | —                      | —                      | —                      | —                      | —                      | Burnt Weeny Sandwich |
| 1969 | "My Guitar" b-kant "Dog Breath" (beide als The Mothers of Invention)                                                                                   | —                      | —                      | —                      | —                      | —                      | —                      | —                      | —                      | Non-album tracks ("My Guitar" later opgenomen op You Can't Do That on Stage Anymore, Vol. 5, "Dog Breath" op Meat Light)                   |
| 1970 | "Tell Me You Love Me" b-kant "Will You Go All the Way for the U.S.A.?" [sic]                                                                           | —                      | —                      | —                      | —                      | —                      | —                      | —                      | —                      | Chunga's Revenge |
| 1971 | "Tears Began to Fall" (remix) b-kant "Junier Mintz Boogie" (non-album track, later opgenomen op The Mothers 1971) (beide als The Mothers of Invention) | —                      | —                      | —                      | —                      | —                      | —                      | —                      | —                      | Fillmore East – June 1971 |
| 1971 | "Magic Fingers" b-kant "Daddy, Daddy, Daddy" | —                      | —                      | —                      | —                      | —                      | —                      | —                      | —                      | 200 Motels |
| 1971 | "What Will This Evening Bring Me This Morning" b-kant "Daddy, Daddy, Daddy"                                                                            | —                      | —                      | —                      | —                      | —                      | —                      | —                      | —                      | 200 Motels |
| 1972 | "Cletus Awreetus-Awrightus" b-kant "Eat That Question" (beide als The Mothers of Invention)                                                            | —                      | —                      | —                      | —                      | —                      | —                      | —                      | —                      | The Grand Wazoo |
| 1973 | "I'm the Slime" (single mix met andere gitaarsolo) b-kant "Montana" (beide als The Mothers of Invention)                                               | —                      | —                      | —                      | —                      | —                      | —                      | —                      | —                      | Over-Nite Sensation |
| 1974 | "Don't Eat the Yellow Snow" b-kant "Cosmik Debris" | 86                     | —                      | —                      | —                      | —                      | —                      | —                      | —                      | Apostrophe (') |
| 1975 | "Sofa" b-kant "Stink Foot" (from Apostrophe (')) | —                      | —                      | —                      | —                      | —                      | —                      | —                      | —                      | One Size Fits All |
| 1976 | "Find Her Finer" b-kant "Zoot Allures" | —                      | —                      | —                      | —                      | —                      | —                      | —                      | —                      | Zoot Allures |
| 1976 | "Disco Boy" b-kant "Ms. Pinky" | 105                    | —                      | —                      | —                      | —                      | —                      | —                      | —                      | Zoot Allures |
| 1979 | "Dancin' Fool" b-kant "Baby Snakes" | 45                     | —                      | —                      | —                      | —                      | —                      | —                      | —                      | Sheik Yerbouti |
| 1979 | "Bobby Brown" b-kant "Stick It Out" (from Joe's Garage Acts II & III)                                                                                  | —                      | —                      | —                      | 4                      | 5                      | 2                      | 1                      | 1                      | Sheik Yerbouti |
| 1979 | "Joe's Garage" b-kant "Central Scrutinizer" | —                      | —                      | —                      | —                      | —                      | —                      | 4                      | 14                     | Joe's Garage Act I |
| 1979 | "Stick It Out" b-kant "Why Does It Hurt" (from Joe's Garage Act I)                                                                                     | —                      | —                      | —                      | —                      | —                      | —                      | —                      | —                      | Joe's Garage Acts II & III |
| 1980 | "I Don't Wanna Get Drafted" b-kant "Ancient Armaments"                                                                                                 | 103                    | —                      | —                      | 71                     | —                      | —                      | —                      | 3                      | Non-album tracks (alternatieve mix van "I Don't Wanna Get Drafted" later opgenomen op The Lost Episodes, "Ancient Armaments" op Halloween) |
| 1981 | "Love of My Life" b-kant "For the Young Sophisticate"                                                                                                  | —                      | —                      | —                      | —                      | —                      | —                      | —                      | —                      | Tinsel Town Rebellion |
| 1981 | "Harder Than Your Husband" b-kant "Dumb All Over" | —                      | —                      | —                      | —                      | —                      | —                      | —                      | —                      | You Are What You Is |
| 1981 | "You Are What You Is" b-kant "Pink Napkins" (van Shut Up 'n Play Yer Guitar)                                                                           | —                      | —                      | —                      | —                      | —                      | —                      | —                      | —                      | You Are What You Is |
| 1981 | "Goblin Girl" b-kant "Pink Napkins" (van Shut Up 'n Play Yer Guitar)                                                                                   | —                      | —                      | —                      | —                      | —                      | —                      | —                      | —                      | You Are What You Is |
| 1982 | "Valley Girl" (met Moon Zappa) b-kant "You Are What You Is" (van You Are What You Is)                                                                  | 32                     | 12                     | 18                     | —                      | —                      | —                      | —                      | —                      | Ship Arriving Too Late to Save a Drowning Witch                                                                                            |
| 1983 | "The Man from Utopia Meets Mary Lou" b-kant "SEX" | —                      | —                      | —                      | —                      | —                      | —                      | —                      | —                      | The Man from Utopia |
| 1983 | "Cocaine Decisions" b-kant "SEX" | —                      | —                      | —                      | —                      | —                      | —                      | —                      | —                      | The Man from Utopia |
| 1984 | "The Girl in the Magnesium Dress" b-kant "Outside Now, Again"                                                                                          | —                      | —                      | —                      | —                      | —                      | —                      | —                      | —                      | Boulez Conducts Zappa: The Perfect Stranger                                                                                                |
| 1984 | "Baby Take Your Teeth Out" b-kant "Stevie's Spanking"                                                                                                  | —                      | —                      | —                      | —                      | —                      | —                      | —                      | —                      | Them Or Us |
| 1984 | True Glove 4-track maxi single ("In France" / "Be In My Video" / "He's So Gay" / "Won Ton On")                                                         | —                      | —                      | —                      | —                      | —                      | —                      | —                      | —                      | Tracks 1 en 2 van Them Or Us, track 3 van Thing-Fish, track 4 non-album version (andere versie op Thing-Fish)                              |
| 1987 | "Peaches en Regalia" b-kant "I'm Not Satisfied" (van Crusing with Ruben & the Jets) en "Lucille Has Messed My Mind Up" (van Joe's Garage Act I)        | —                      | —                      | —                      | —                      | —                      | —                      | —                      | —                      | Hot Rats |
| 1988 | "Sexual Harassment in the Workplace" b-kant "Watermelon in Easter Hay"                                                                                 | —                      | —                      | —                      | —                      | —                      | —                      | —                      | —                      | Guitar |
| 1988 | "Zomby Woof" b-kant "You Didn't Try to Call Me" | —                      | —                      | —                      | —                      | —                      | —                      | —                      | —                      | You Can't Do That on Stage Anymore, Vol. 1                                                                                                 |
| 1991 | "Stairway to Heaven" b-kant "Bolero" | —                      | —                      | —                      | —                      | 9                      | —                      | —                      | —                      | The Best Band You Never Heard in Your Life                                                                                                 |
| Bron: | |                        |                        |                        |                        |                        |                        |                        |                        | |
| "—" geeft aan dat het nummer de hitlijsten niet bereikte.                                                    | |                        |                        |                        |                        |                        |                        |                        |                        | |
| In Nederland heeft geen enkele single de hitlijsten bereikt.Dancin' Fool kwam op positie 19 van de Tipparade | |                        |                        |                        |                        |                        |                        |                        |                        | |

## Dvd's
- 2003: Baby Snakes
- 2003: Does Humor Belong in Music?
- 2007: Apostrophe
- 2013: A Token of His Extreme
- 2015: Roxy The Movie

| Dvd's met hitnoteringen in de DVD Top 30 | Datum van verschijnen' | Datum van binnenkomst | Hoogste positie | Aantal weken | Opmerkingen     |
| ---------------------------------------- | ---------------------- | --------------------- | --------------- | ------------ | --------------- |
| Roxy - the movie                         | 2015                   | 07-11-2015            | 2               | 30           | met The Mothers |

## Tribute-albums
| - 1970: King Kong: Jean-Luc Ponty Plays the Music of Frank Zappa (Jean-Luc Ponty) - 1990: The BRT Big Band Plays Frank Zappa (BRT Big Band) - 1992: Yahozna Plays Zappa (Yahonza) - 1993: Zappa’s Universe—A Celebration of 25 Years of Frank Zappa’s Music (Joel Thome/Orchestra of Our Time) - 1993: Smart Went Crazy (Meridian Arts Ensemble) - 1994: Harmonia Meets Zappa (Harmonia Ensemble) - 1994: What’s the Ugliest Part of Your Body? (Jon Poole) - 1995: Music by Frank Zappa (Omnibus Wind Ensemble) - 1995: Thanks to Frank (Warren Cuccurullo) - 1995: Prime Meridian (Meridian Arts Ensemble) - 1995: A Tribute To The Music Of Frank Zappa (The Band from Utopia) - 1996: Anxiety Of Influence (Meridian Arts Ensemble) - 1997: Frankincense: The Muffin Men Play Zappa (Muffin Men) - 1997: Plays The Music of Frank Zappa (The Ed Palermo Big Band) - 1997: Dischordancies Abundant (CoCö Anderson) - 1998: Zappe Zappa (Pierre-Jean Gaucher) - 1998: Ear Mind I (Meridian Arts Ensemble) - 1998: Sta Chitarra Ammazzera ’Tua Madre (Ossi Duri) - 2000: Frankly a Cappella (The Persuasions) - 2000: The Zappa Album (Ensemble Ambrosius) - 2000: Bohuslän Big Band Plays Frank Zappa (Bohuslän Big Band) - 2001: Fric Out ! (Nasal Retentive Orchestra) - 2002: Have a Bun (Nasal Retentive Orchestra) - 2002: Prophetic Attitude (Le Concert Impromptu & Bossini) - 2003: Ensemble Modern Plays Frank Zappa: Greggery Peccary & Other Persuasions (Ensemble Modern) - 2003: UMO Jazz Orchestra: UMO plays Frank Zappa feat. Marzi Nyman - 2003: Tales Of Brave Flegmar (Nasal Retentive Orchestra) | - 2003: Oh No!... Just Another Frank Zappa Memorial Barbecue! (LeBocal) - 2003: Zapparcie, czyli uboczne skutki jedzenia żółtego śniegu (Prząśniczki & Tymon Tymański) - 2003 und 2008: The Purple Cucumber – A Zappa Tribute (BRTN Philharmonic Orchestra & Zucchini Rocking Teenage Combo) - 2004: NRO Live (Nasal Retentive Orchestra) - 2005: Lemme Take You to the Beach: Surf Instrumental Bands playing the music of Zappa (Cordelia Records) - 2005: Frank Zappa’s Hot Licks (and Funny Smells) (Colin Towns und die NDR Bigband) - 2005: Zappostrophe (Marc Guillermont) - 2006: Take Your Clothes Off When You Dance (The Ed Palermo Big Band) - 2007: Music for Hungry People (Nasal Retentive Orchestra) - 2007: Struber Z’Tett Plays Zappa Live: Les Noces De Dada (Struber Z’Tett) - 2007: 2G (Pierre-Jean Gaucher & Christophe Godin) - 2008: Zappa Plays Zappa (Dweezil Zappa) - 2009: Eddy Loves Frank (The Ed Palermo Big Band) - 2012: Does Humor Belong in Classical Music? (Inventionis Mater) - 2013: The Brass from Utopia (A Frank Zappa Tribute) (The Norwegian Wind Ensemble) - 2014: Perfect Strangers (Heiner Goebbels, Frank Zappa) (The Norwegian Radio Orchestra) - 2014: Sheik Yer Zappa (Stefano Bollani) - 2014: Kong’s Revenge (Inventionis Mater) - 2014: Oh No! Not Jazz!! (The Ed Palermo Big Band) - 2015: Around Zappa (CD+DVD live at Blue Note Milano) (Quintorigo con Roberto Gatto) - 2016: Zapping (Inventionis Mater) - 2018: Zappa Spielt Für Bach = Zappa Plays For Bach In St. Katharinen Hamburg Live (Ensemble Ambrosius feat. Napoleon Murphy Brock) |

## NPO Radio 2 Top 2000
| Nummer met noteringen in de NPO Radio 2 Top 2000 | '00 | '01 | '02 | '03 | '04 | '05 | '06 | '07 | '08 | '09 | '10 | '11 | '12 | '13 | '14 | '15  | '16  | '17  | '18  | '19  | '20  | '21  |
| ------------------------------------------------ | --- | --- | --- | --- | --- | --- | --- | --- | --- | --- | --- | --- | --- | --- | --- | ---- | ---- | ---- | ---- | ---- | ---- | ---- |
| Dancin' Fool                                     | 605 | 586 | 696 | 631 | 746 | 649 | 660 | 509 | 608 | 690 | 765 | 857 | 662 | 750 | 873 | 1085 | 1509 | 1719 | 1827 | 1882 | 1974 | 1801 |

1. ↑  Een vetgedrukt getal geeft de hoogste notering aan.
2. ↑  2000 was het eerste jaar met een notering voor dit nummer.
3. ↑  Deze tabel is bijgewerkt tot en met de laatste editie (2024).